# Székelyuraly
Székelyuraly (románul: Oroiu) falu Maros megyében, Erdélyben. Közigazgatásilag Mezőbánd községhez tartozik. A második világháború után beolvadt Mezőuraly falu is.

## Fekvése
A Mezőség délkeleti részén fekszik, Mezőbándtól 4 km-re délre, Marosvásárhelytől 15 km-re nyugatra.

## Története
1332-ben Vrey néven említik először, ekkor már egyházas hely volt. Nevének későbbi változatai: 1465-ben Wray, 1505-ben Vray, 1674-ben Uraj, 1733-ban Oroj, 1760-1762 között Mező Uraj, 1808-ban Uraj ~ Uraly, 1888-ban  Székely-Uraly, 1913-ban   Mezőuraly.
1430-ban Oray-i Meggyes Mihály  és Losonczi Dezsőfi János magister volt említve.  (36);
1477-ben Iklódi Dési János Wray és Pete (To vm) birtokbeli részét 50 Ft-on zálogba adta Meggyesi 
Balázsnak.
1482-ben Mátyás király parancsára Báthory István erdélyi vajdát, adomány címén iktatták be Vray birtokába. 1483-ban Wray-on Meggyesfalvi részbirtok említettek. 1497-ben Szentbenedeki Márton Péter és János (nobiles et agiles) itteni birtokbeli nemesi részüket Vingárti Geréb János püspöknek vallották be. 1505-ben Bethleni Miklós itteni birtokbeli részét visszaengedte Szentbenedeki Márton Antalnak.
1519-ben p. Vray birtokosai a Meggyesi Alárdfi, Bogáti, Iklódi Dési, Erdőszentgyörgyi Meggyes, Báthori, Futaki Nagy, Barcsai és más családok birtoka volt
1554-ben Szentkirályi Csáni László Wray-on azt a jobbágytelket, amelyen Szekeres Mihály lakott és amelyet még néhai Tamási László adott neki szolgálataiért, kiveszi a jobbágyi szolgáltatások alól és ezzel Szekeres Mihályt a valóságos nemesek közé sorolta, utólagos királyi hozzájárulás reményében.
1910-ben Székelyuralynak 480, Mezőuralynak 380, túlnyomórészt román lakosa volt. A trianoni békeszerződésig mindkét község  Maros-Torda vármegye Marosi alsó járásához tartozott. A második világháború után Mezőuraly beolvadt Székelyuralyba. 1992-ben 386 lakosából 374 román és 12 cigány volt. Műemlék ortodox fatemploma van.